# Thomas Winkler
Thomas Laszlo Winkler (20 de noviembre de 1985, Zollikofen, Suiza) es un músico suizo, conocido por haber sido el vocalista de la banda de power metal británica Gloryhammer desde 2012 hasta 2021.

## Historia
Nacido y criado en la localidad de Zollikofen, comenzó su carrera musical el año 2009 tras terminar sus estudios de abogacía en la Universidad de Berna, uniéndose a las bandas de heavy metal Emerald y T-Rage. Tiempo después prestó voces para la banda china de power metal Barque of Dante en el sencillo emitido el año 2011 "Way of Your Life".
En 2010, subió a internet un vídeo como audición para vocalista de la banda británica Dragonforce. Esto llevó a que Christopher Bowes, líder de Alestorm, lo descubriera y le ofreciera formar parte de su nueva banda, Gloryhammer, en 2012. Con la banda ha aportado su voz en 3 álbumes de estudio. El 22 de agosto de 2021 la banda anunció por medio de un comunicado que Thomas deja de ser miembro de Gloryhammer.
El 4 de julio de 2022, Winkler anunció que había formado una nueva banda llamada Angus McSix. El primer álbum "Angus McSix and the Sword of Power" saldrá a la venta el 21 de abril de 2023 bajo el sello Napalm Records.

## Discografía

### Angus McSix
- Angus McSix and the Sword of Power (2023)

### Gloryhammer
- Tales from the Kingdom of Fife (2013)
- Space 1992: Rise of the Chaos Wizards (2015)
- Legends From Beyond The Galactic Terrorvortex (2019)

### Emerald
- Re-Forged (2010)
- Unleashed (2012)

### Barque of Dante
- Lasting Forever (2013)